# Artur Kronenberg
Artur Czesław Kronenberg (ur. 1 lipca 1887 w Warszawie, zm. między 20 a 22 kwietnia 1940 w Katyniu) – major saperów Wojska Polskiego, inżynier, ofiara zbrodni katyńskiej.

## Życiorys
Syn Walentego i Amelii z domu Liedke. Został ochrzczony w parafii św. Andrzeja w Warszawie. Akt chrztu 31/1887.
W czasie I wojny światowej w stopniu podkapitana dowodził kompanią reflektorów 1 pułku inżynieryjnego I Korpusu Polskiego w Rosji, a następnie służył w armii gen. Hallera we Francji. Uczestnik wojny 1920.
W okresie międzywojennym pozostał w wojsku. Jako oficer nadetatowy 1 pułku saperów pełnił służbę w 1 pułku czołgów. 1 czerwca 1923 został przeniesiony do baonu maszynowego na stanowisko zastępcy dowódcy batalionu. Był wtedy w stopniu majora ze starszeństwem z dniem 1 czerwca 1919 i 39 lokatą w korpusie oficerów inżynierii i saperów. Rok później jako oficer nadetatowy baonu maszynowego pełnił służbę w Departamencie V Inżynierii i Saperów Ministerstwa Spraw Wojskowych. 1 września 1925 jako oficer nadetatowy batalionu elektrotechnicznego został odkomenderowany z Departamentu V MSWojsk. na dwumiesięczny kurs dla kwatermistrzów. W WP ukończył kursy doskonalące. W 1928 służył w 9 Okręgowym Szefostwie Budownictwa, był kwatermistrzem 9 pułku saperów. Od 1929 w stanie spoczynku.
W 1934, jako oficer stanu spoczynku pozostawał w ewidencji Powiatowej Komendy Uzupełnień Warszawa Miasto III. Posiadał przydział do Oficerskiej Kadry Okręgowej Nr I. Był wówczas „w dyspozycji dowódcy Okręgu Korpusu Nr I”.
Działał czynnie w Związku Murmańczyków. Brał udział w II Zjeździe Murmańczyków. Wygłosił przemówienie podczas odsłonięcia pomnika „Krzyża Północy” na Cmentarzu Powązkowskim.
W kampanii wrześniowej wzięty do niewoli przez Sowietów. Według stanu na kwiecień 1940 był jeńcem obozu w Kozielsku. Między 7 a 9 kwietnia 1940 przekazany do dyspozycji naczelnika smoleńskiego obwodu NKWD – lista wywózkowa 015/2 poz. 32 nr akt 2207 z 5.04.1940. Został zamordowany między 9 a 11 kwietnia 1940 przez NKWD w lesie katyńskim. Zidentyfikowany podczas ekshumacji prowadzonej przez Niemców w 1943, zapis w dzienniku ekshumacji bez daty pod numerem 293.  Wg stanu na dzień 21.12 1940, jego akta znajdowały się w 1 Specjalnym Wydziale NKWD ZSRR (UPW) w związku z otrzymaniem wniosku od Wandy Kronenberg z Warszawy. Krewni do 1950 poszukiwali informacji przez Biuro Informacji i Badań Polskiego Czerwonego Krzyża w Warszawie. Sąd Grodzki w Warszawie w 1946 roku uznał Kronenberga za zmarłego.

## Życie prywatne
Żonaty z Wandą z Nurzyńskich. Mieszkał w Warszawie na ulicy Grzybowskiej 32.

## Ordery i odznaczenia
- Krzyż Niepodległości (3 maja 1932)[14]
- Krzyż Walecznych[9]
- Srebrny Krzyż Zasługi (15 grudnia 1925)[15][9]
- Medal Zwycięstwa („Médaille Interalliée”)[16]

## Upamiętnienie
- Minister Obrony Narodowej Aleksander Szczygło decyzją Nr 439/MON z 5 października 2007 awansował go pośmiertnie na stopnień podpułkownika. Awans został ogłoszony 9 listopada 2007, w Warszawie, w trakcie uroczystości „Katyń Pamiętamy – Uczcijmy Pamięć Bohaterów”.
- Tablica epitafijna na cmentarzu Powązkowskim w Warszawie[4].
- Dąb Pamięci posadzony na Krakowskim Przedmieściu 26/28 przez Uniwersytet Warszawski. Certyfikat 3447/510/WE/2010[17].